# Nagy Győry István
Nagy Győry István (Eger, 1866 – Budapest XX. kerülete, 1961. július 12.) hivatalnok, 1898-tól 1924-ig Erzsébetfalva (ma Pestszenterzsébet, Budapest XX. kerülete) főjegyzője, 1924-től 1931-es nyugdíjazásáig Pesterzsébet helyettes polgármestere volt. 
A köztiszteletben álló férfiról azt mondják, déltájban, amikor végigsétált a főutcán, „fogadóórát” tartott: bárki megszólíthatta ügyes-bajos dolgaival. Népszerűségét mi sem mutatja jobban, mint hogy a nyugdíjba vonulásakor rendezett ünnepi díszgyűlésen Pesterzsébet város díszpolgárává választották, és róla nevezték el az akkori Csillag utcát.